# 28 februari-händelsen

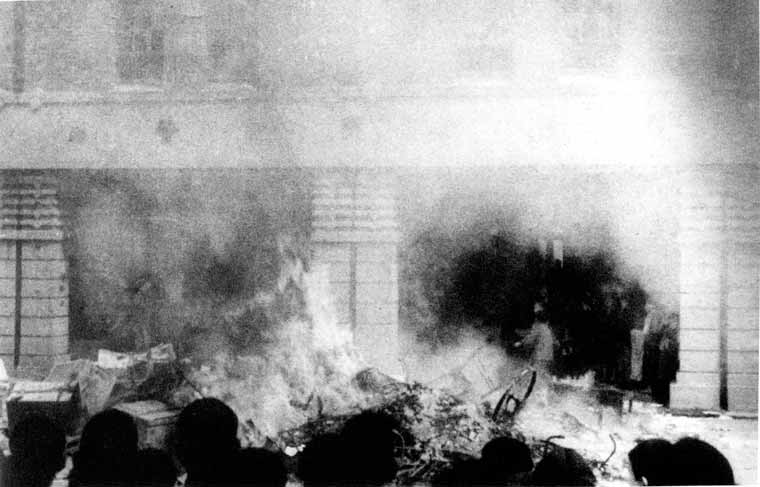
Polisstationen i Yidingmu, Taipei, om morgonen den 28 februari 1947.

28 februari-händelsen (kinesiska: 二二八事件, Èr èr bā shìjiàn), även kallad 228-incidenten eller 228-massakern, var ett uppror i Taiwan 1947. Den riktade sig mot Guomindangs militära guvernör Chen Yi (陳儀, Chén Yí). Senare har den 28 februari upphöjts till helgdag i Taiwan.
Efter 50 år av japanskt styre avträddes Taiwan efter krigsslutet 1945 av Japan och Förenta nationerna överlämnade i oktober den administrativa kontrollen över Taiwan till Republiken Kina. Efter ett år under Guomindangs administration stod det klart att partiet präglades av nepotism, korruption och ekonomiskt misslyckande. Spänningarna ökade mellan taiwaneserna och Republiken Kinas administration. Flampunkten kom 27 februari 1947 i Taipei, när en tvist mellan en cigarettsäljare och en tjänsteman vid byrån för monopol utlöste allmän oro och ett öppet uppror som varade i dagar. Detta utlöste en militär intervention som så småningom skulle kosta mellan 10 000 och 30 000 civila liv. Händelsen markerade början av Guomindangs vita terror i Taiwan, där ytterligare tusentals invånare försvann eller fängslades.
Ämnet var officiellt tabu under årtionden. På årsdagen av händelsen 1995, berörde president Lee Teng-hui för första gången för en taiwanesisk statschef ämnet offentligt. Händelsen diskuteras nu öppet och högtidlighålls som fredsminnesdagen (traditionell kinesiska: 和平紀念日; förenklad kinesiska: 和平纪念日; pinyin: Heping jìniànrì).